# Kelly (Schiff)
HMS Kelly (F00) war der Flottillenführer der Zerstörer der K-Klasse der Royal Navy. Das bei Hawthorn, Leslie & Co. in Hebburn am Tyne gebaute Schiff wurde als erstes der neuen Zerstörerklasse 1937 zusammen mit dem Schwesterschiff Jervis, dem Flottillenführer der J-Klasse, begonnen und kam am 23. August 1939 auch als erstes der K-Klasse in den Dienst der Royal Navy.
Die Kelly war schon vor ihrem Untergang ein sehr bekanntes Schiff. Ursächlich waren einige besondere Ereignisse ihrer Einsatzgeschichte sowie ihr Kommandant, Lord Louis Mountbatten. Der Sohn des früheren Ersten Seelords und Mitglied des Königshauses war eine Person von öffentlichem Interesse.
Am 23. Mai 1941 wurde die Kelly während des Kampfs um Kreta zusammen mit ihrem Schwesterschiff Kashmir von Maschinen der deutschen Luftwaffe versenkt. Für ihre Einsätze im Zweiten Weltkrieg wurde die Kelly mit den Battle Honours Atlantic 1939, Norway 1940, Mediterranean 1941 und Crete 1941 ausgezeichnet.
Ereignisse ihrer Einsatzgeschichte bildeten die Basis des 1942 produzierten Spielfilms „In Which We Serve“ mit Noël Coward und John Mills, der die Geschichte einer fiktiven „HMS Torrin“ erzählte. Es war kein Geheimnis, das die Kelly und ihr prominenter Kommandant das Vorbild waren. Coward war nicht nur Hauptdarsteller. Er schrieb auch das Drehbuch sowie die Titelmusik und führte gemeinsam mit David Lean Regie. 1943 wurde er mit einem Ehrenoscar ausgezeichnet.

## Geschichte
HMS Kelly wurde als erstes Schiff der neuen Zerstörerklasse am 26. August 1937 bei Hawthorn, Leslie & Co. zusammen mit dem Schwesterschiff Jervis auf Kiel gelegt. Als erstes Schiff der Royal Navy mit dem Namen Kelly lief der Neubau mit der Baunummer 615 am 25. Oktober 1938 in Hebburn vom Stapel. Namensgeber war der Admiral of the Fleet John Kelly (1871–1936). Die Kelly wurde auf der Bauwerft als Flottillenführer der K-Klasse fertig gestellt. Wie bei den zuvor gebauten Zerstörern der Tribal-Klasse unterschieden sich die Flottillenführer auch bei den neuen Zerstörern nur in den Aufbauten und der Raumaufteilung von den normalen Zerstörern, aber nicht in der Bewaffnung.
Am 23. August 1939 wurde die Kelly als erstes Schiff der K-Klasse in den Dienst der Navy übernommen, in der die acht Einheiten der Klasse die 5. Zerstörerflottille bildeten, die vorläufig der Home Fleet zugeteilt wurde. Bei Kriegsbeginn war sie das einzige fertiggestellte Schiff der Klasse; bis zum Jahresende 1939 folgten weitere sechs Schiffe. Als achtes und letztes Schiff wurde die Kimberley am 21. Februar 1940 in Dienst gestellt.

### Einsätze
Bei Kriegsbeginn wickelte die Kelly das Test- und Ausbildungsprogramm eines neu gelieferten Schiffes im Ärmelkanal ab. Am 12. September 1939 gingen in Le Havre der Herzog von Windsor und seine Frau Wallis, die zuletzt in Frankreich gelebt hatten, an Bord der Kelly, um nach Großbritannien zurückzukehren.
Am Abend des 17. September 1939 erreichte die Meldung von der Versenkung des britischen Flugzeugträgers Courageous auf 50° 10′ N, 14° 45′ W die in See befindliche Kelly, die sofort zur Untergangsstelle lief. Bei ihrem Eintreffen war der Flugzeugträger schon gesunken. Kelly suchte nach dem vielleicht noch an der Versenkungsstelle befindlichen U-Boot und nach Überlebenden. Sie übernahm vom amerikanischen Frachter Collingworth Überlebende des Trägers, die dieser gerettet hatte, und brachte sie nach Großbritannien.
Auf einer Routine-Patrouille in den North-West-Approaches erlitt die Kelly vermutlich durch zu hohe Fahrt bei schwerer See Anfang November 1939 erhebliche Wetterschäden. Sie lief Sullom Voe als Nothafen an und musste dann die Bauwerft zur Beseitigung der Schäden anlaufen. Nach Fertigstellung erhielt die Kelly am 14. Dezember 1939 einen schweren Minentreffer, als sie mit der Mohawk und drei Schleppern vor der Tynemündung dem britischen Tankschiff Atheltemplar (8939 BRT, 1930) zur Hilfe eilte. Der Tanker war auf eine von deutschen Zerstörern zwei Tage zuvor gelegte Mine gelaufen. Während Mohawk mit zwei Schleppern den beschädigten Tanker einbrachte, musste der dritte Schlepper die durch eine weitere Mine der deutschen Zerstörer auf 55° 5′ N, 1° 2′ W schwer beschädigte Kelly einschleppen, die durch die unmittelbar hinter ihr explodierende Mine Schäden an den Propellern, Rudern und am Achterschiff hatte und erneut auf ihrer Bauwerft über drei Monaten repariert werden musste.
Am 28. Februar 1940 wieder einsatzbereit, kollidierte die Kelly schon am 2. März mit der Gurkha und fiel erneut acht Wochen aus. Über Lerwick und Scapa Flow wurde das Schiff diesmal nach London verbracht, wo es repariert wurde und dann am 27. April zur Flotte zurückkehrte. Das Schiff verlegte nach Harstad, um an der Evakuierung der „Maurice Force“ aus Namsos teilzunehmen. Bei dichtem Nebel gelang es am 1. Mai nur Captain Lord Mountbatten mit Kelly, Maori, Hasty und der französischen Bison in den Fjord einzulaufen. Der kleine Zerstörer-Verband musste sich wegen starker Luftangriffe zurückziehen, zumal das Flugabwehrschiff in Namsos, die Sloop Bittern, am Vortag versenkt worden war. Maori erlitt leichte Schäden durch Nahtreffer und hatte 23 Verwundete zu beklagen, von denen noch fünf starben.
Am 2. Mai führte Mountbatten mit Kelly und den drei Zerstörern des ersten Versuchs den Evakuierungsverband nach Namsos, zu dem jetzt noch der Schwere Kreuzer York, die Zerstörer Afridi (Flaggschiff des die Evakuierung vor Ort leitenden Captain Vian) und Nubian sowie die französischen Hilfskreuzer El Djezair, El Mansour und El Kantara gehörten. Kelly übernahm als erstes eintreffendes Schiff etwa 150 französische Soldaten und trat den Rückmarsch zur Deckungsgruppe an. Insgesamt wurden 5400 Mann (davon 1850 Franzosen) in der Nacht zum 3. Mai 1940 aus Namsos evakuiert. In See kreuzten unter Vizeadmiral J.H.D. Cunningham die Kreuzer Devonshire und die französische Montcalm mit den britischen Zerstörern Grenade, Griffin und Imperial als Deckungsgruppe. Dazu kam noch der Flakkreuzer Carlisle, der – nach einer Ablösung zur Versorgung – als Flakschutz im Hafen von Namsos während der Evakuierung vorgesehen war, aber wegen der Wetterbedingungen und des Nebels zu spät eingetroffen war. Auf dem Rückmarsch wurde der Verband am 3. Mai nordwestlich von Trondheim mehrfach aus der Luft angegriffen und verlor durch Stuka-Angriffe der 1./StG 1 (Hauptmann Hozzel) die französische Bison und später auch Vians Führungszerstörer Afridi, der zuvor die Überlebenden der Bison gerettet hatte. Auf dem weiteren Rückmarsch über die Nordsee sicherte die Kelly die französischen Hilfskreuzer.

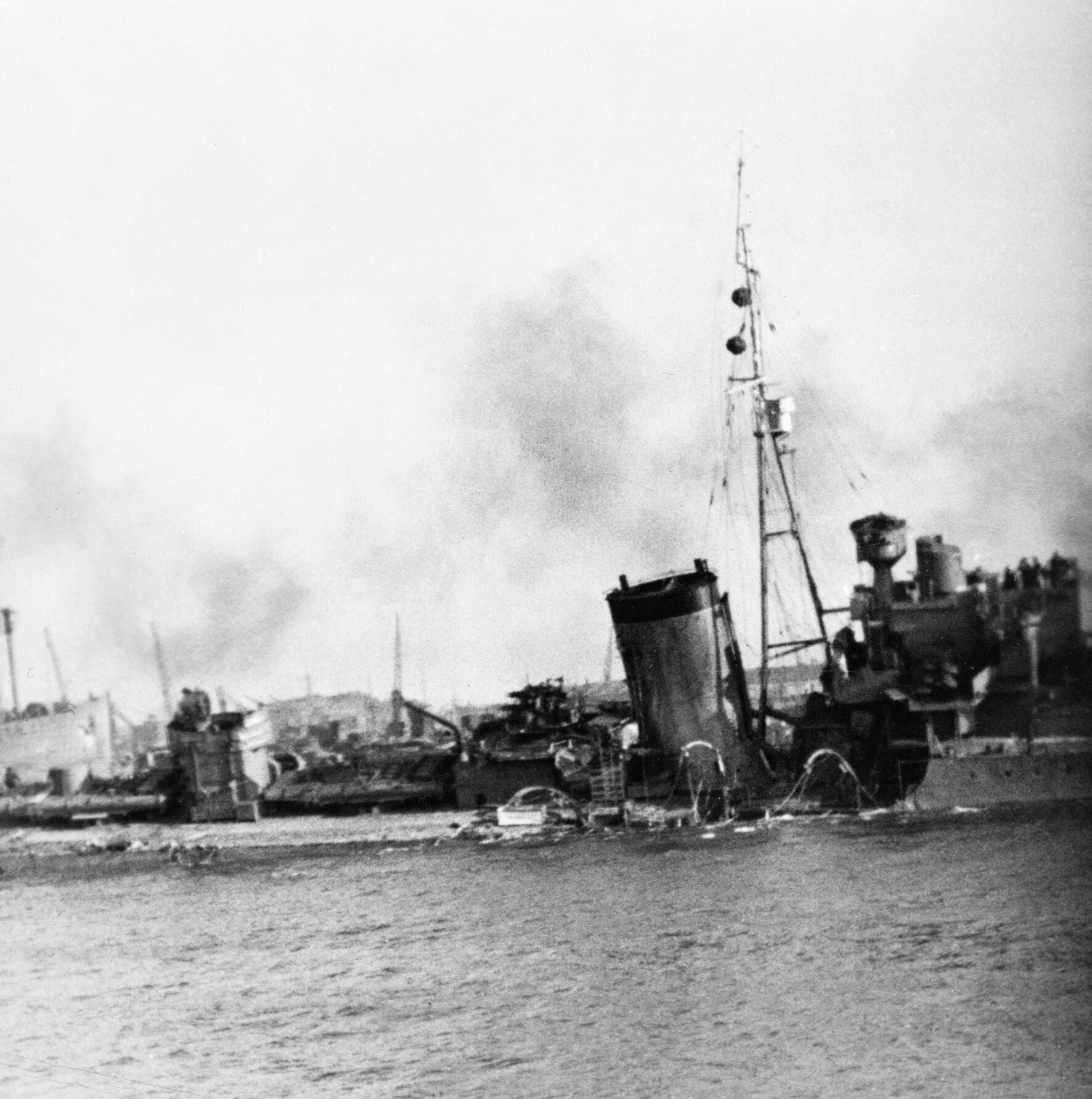
Die schwerbeschädigte Kelly

In der Nacht zum 10. Mai 1940 liefen von Rosyth der Kreuzer Birmingham mit den Zerstörern Janus, Hyperion, Hereward, Havock sowie die 5. Zerstörerflottille unter Mountbatten mit Kelly, Kandahar, Kimberley und Hostile zu einem Vorstoß gegen deutsche Minenschiffe im Skagerrak aus. In See befindliche deutsche Schnellboote entdeckten den britischen Verband und meldeten ihn, so dass ein in See befindlicher deutscher Minenverband mit vier Minenschiffen, gesichert durch drei Zerstörer und ein Torpedoboot, rechtzeitig abdrehen konnte. Die „1. Schnellbootflottille“ griff dann Mountbattens Zerstörer an. S 31 unter Oberleutnant zur See Hermann Opdenhoff traf dabei die Kelly mit einem Torpedo mittschiffs auf der Position 56° 48′ N, 5° 9′ O. Die deutsche Seekriegsleitung ging anfangs noch von einer Versenkung des Zerstörers aus. Eine aus Scapa Flow zur Unterstützung des Verbandes aufschließende Zerstörergruppe mit Fury, Foresight, Mohawk, Bulldog und Gallant sicherte die schwer beschädigte Kelly. Der Havarist wurde von der Bulldog nach Newcastle eingeschleppt. Gesichert wurde der langsame Schleppzug von Fury, Gallant und Kandahar. Das Unternehmen der Birmingham wurde abgebrochen, da die Deutschen ihren Westfeldzug begonnen hatten. Wegen des Überfalls auf die bislang neutralen Staaten Belgien und die Niederlande wurden die meisten Zerstörer in die südliche Nordsee verlegt. Der Schleppzug mit der Kelly erreichte am 13. Mai Hebburn nach einem weiteren Angriff deutscher Schnellboote, von denen eines mit der Kelly kollidierte, und Angriffen deutscher Flugzeuge, die keine weiteren Treffer erzielten. Die Verwundeten und der überwiegende Teil der Besatzung waren von den begleitenden Zerstörern an Bord genommen worden. Auch waren bewegliche Ausrüstungsteile – so möglich – über Bord geworfen worden, um das zu zerbrechen drohenden Schiff zu entlasten. 27 Besatzungsmitglieder der Kelly verloren bei diesem Einsatz ihr Leben. Erst am 19. Dezember 1940 war das Schiff nach der Reparatur auf der Bauwerft wieder einsatzbereit. In den vierzehn Monaten seit seiner Indienststellung war es weniger als einen Monat im Einsatz gewesen.
Ihr Kommandant Louis Mountbatten befehligte als Chef der „5th Destroyer Flotilla“ diese während der Reparatur der Kelly von anderen Einheiten. Zur Flottille gehörten seit Mitte Mai 1940 alle in der Heimat verbliebenen Zerstörer der K- und der J-Klasse, nachdem Khartoum, Kandahar, Kimberley und Kingston und erste Zerstörer der J-Klasse wegen des erwarteten Kriegsbeitritts Italiens ins Mittelmeer verlegt worden waren. Ende Mai 1940 waren nur Kelvin, Jackal und Javelin einsatzbereit, während Kelly, Kipling, Kashmir, Jaguar, Jersey, Jervis und Jupiter sich in Reparatur befanden. Zuletzt hatte Mountbatten die Flottille von der Javelin aus geführt, die am 29. November 1940 im Gefecht mit deutschen Zerstörern im Ärmelkanal schwerst beschädigt wurde.
Kelly wurde wieder Flottillenführer der „5th Destroyer Flotilla“ und führte bei der Home Fleet in Scapa Flow ein Ausbildungsprogramm mit Schwerpunkt auf der U-Boot-Abwehr durch. Vom 24. bis 27. März 1941 sicherte die 5. Flottille mit Kelly unter Lord Mountbatten und Kipling, Kashmir und Kelvin den Minenleger Abdiel sowie die Minenlege-Zerstörer Intrepid, Impulsive und Icarus der „20. Zerstörerflottille“ beim Ausbringen von drei Minensperren, die ein erneutes Auslaufen der deutschen Schlachtschiffe Scharnhorst und Gneisenau aus ihrem neuen Stützpunkt Brest in den Nordatlantik erschweren sollten.  Um auf ein Auslaufen der deutschen Schiffe schnell reagieren zu können, befanden sich auch Verbände der Home Fleet oder der Force H in Seegebieten näher zu Brest. Vom 5. bis 9. April operierte die 5. Zerstörerflottille mit Kelly, Kashmir, Kelvin, Jackal und Jersey zur Verstärkung der Force H auch in der westlichen Biskaya.

### Weitere Einsätze im Mittelmeer

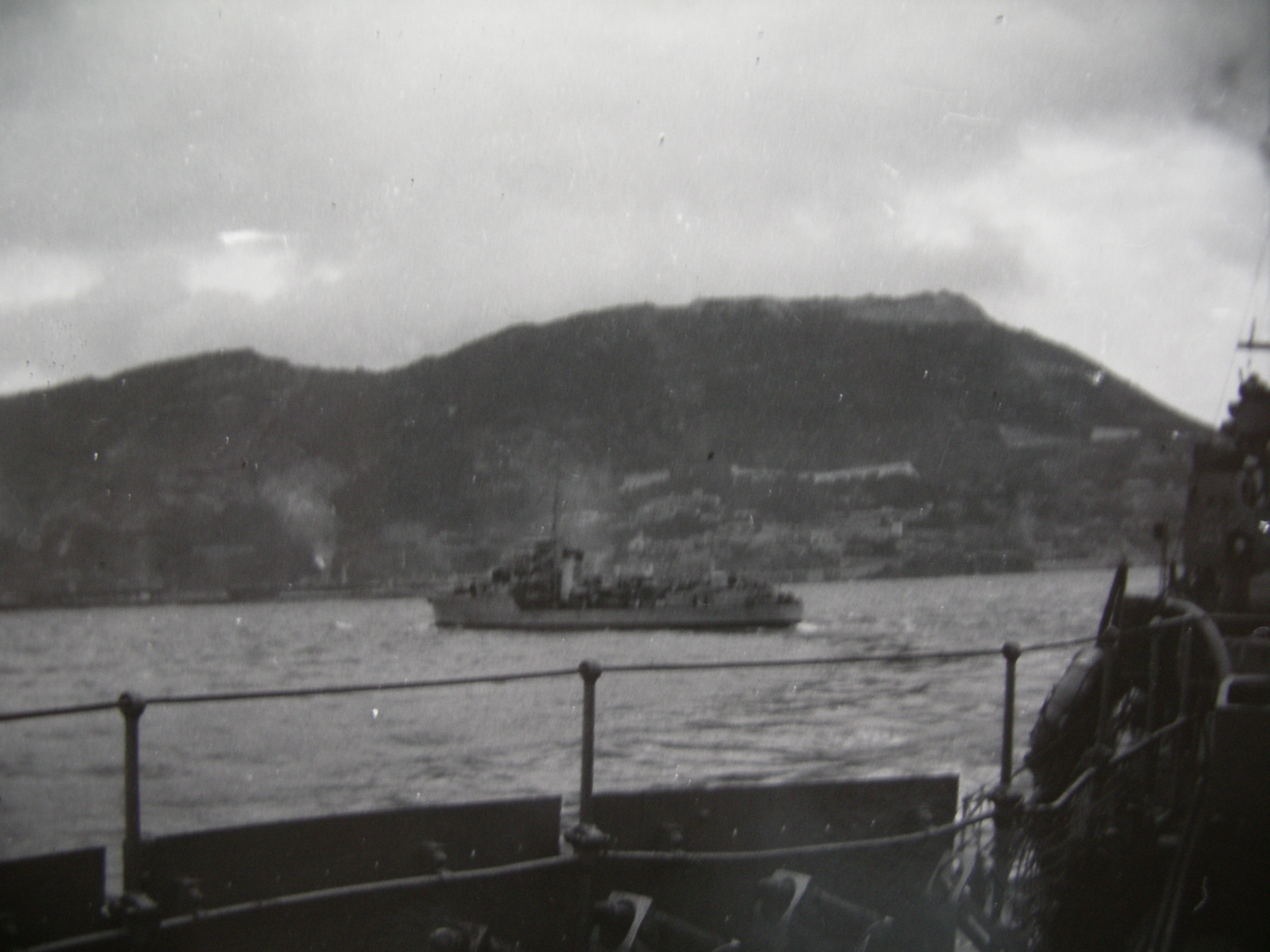
Kelly vor Gibraltar, April 1941

Ab dem 21. April 1941 verlegte die „5. Zerstörerflottille“ mit Kelly, Kipling, Kelvin, Jackal und Jersey von Plymouth nach Gibraltar begleitet vom Flakkreuzer Dido und dem Minenleger Abdiel. Dort stieß die Kashmir als weitere Einheit zum Verband, der die Mittelmeerflotte verstärken sollte. Die Zerstörer sollten in Malta Einheiten der „14. Zerstörerflottille“ ablösen und mit dem dort am 24. April von östlichen Mittelmeer eingetroffenen Kreuzer Gloucester die Force K bilden. Am 28. April traf der Verband aus Gibraltar in Malta ein und entlud mit dem ebenfalls aus Gibraltar eingetroffenen Zerstörer Imperial seine Ladungen für den Inselstützpunkt. Am Abend des 28. April liefen Abdiel, Dido, Imperial und der leere Transporter Breconshire   zusammen mit den Zerstörern Jervis, Jaguar, Janus, Juno und Nubian der „14th Destroyer Flotilla“, die bislang bei der Force K in Malta eingesetzt waren, nach Alexandria aus.
Nach einer vergeblichen Suche der Force K nach einem italienischen Geleit konnten am 2. Mai zwar Kelly, Jackal und Kelvin in Maltas Grand Harbour einlaufen, die folgende Jersey löste jedoch eine Mine aus, die ein italienisches Flugzeug abgeworfen hatte, und sank. Der gesunkene Zerstörer blockierte die Einfahrt zum Hafen. Der Befehlshaber der Force K entschied sich, mit seinem Flaggschiff Gloucester und den Zerstörern Kashmir und Kipling, die sich zuvor an der Rettung der Überlebenden der Jersey beteiligt hatten, nach Gibraltar auszuweichen.   Das Wrack der Jersey zerbrach im Tidenhub. Um den für Transporter und deren schnelle Entladung dringend benötigten Grand Harbour nutzbar zu halten und die Kelly und die beiden anderen dort eingeschlossenen Zerstörer wieder einsetzen zu können, wurden die Wrackreste zügig verkleinert und weiter zerstört. Die endgültige Beseitigung der Wrackteile erfolgte allerdings erst nach dem Kriegsende.
Am 5. bzw. 6. Mai 1941 gingen die Force H und dann die Mediterranean Fleet in Gibraltar bzw. Alexandria in See um mehrere Konvois in gegenläufiger Richtung zu sichern, die für Malta, die Mittelmeerflotte und die alliierte Armee in Nordafrika von großer Bedeutung waren (Operation Tiger). Die Zerstörer Kelly, Jackal und Kelvin, die seit dem 4. eingeschlossen waren, konnten am 8. Mai Valletta wieder verlassen und vom 9. Mai an dann mit den Kreuzern Orion, Ajax, Phoebe, Dido und der australischen Perth den für das östliche Mittelmeer bestimmten Teil des aus Gibraltar kommenden Konvois an Malta vorbei zum Treffpunkt mit der Mittelmeer-Flotte geleiten. Am 10. verließ die 5. Flottille mit Kelly, Jackal, Kelvin sowie den mit der Force H und dem Konvoi wieder nach Osten gekommenen Kashmir und Kipling die Konvoisicherung und beschoss in der Nacht zum 11. Bengasi, um dann nach Malta zurückzukehren.
Nach den Luftlandungen des XI. Fliegerkorps auf Kreta im Raum Maleme, Heraklion, Chania und Rethymnon und den Angriffen des VIII. Fliegerkorps auf alliierte Stellungen am 20. Mai 1941 (Unternehmen Merkur) wurde Kelly mit Kashmir und Kipling am 21. in den Seeraum nördlich von Kreta verlegt, um deutsche Verstärkungen über See zu verhindern.

### Das Ende derKelly
In der Nacht zum 23. Mai beschossen die drei Zerstörer den von den Deutschen besetzten Flugplatz Maleme.
Am frühen Morgen des 23. Mai 1941 wurden Kelly und Kashmir auf dem Rückmarsch nach Ägypten zur Versorgung südlich von Kreta etwa auf der Position 34° 40′ N, 24° 10′ O von deutschen Ju 87-Stukas der I./StG.2 unter Hauptmann Hubertus Hitschhold angegriffen und versenkt. 

Die Kipling, die durch einen Ruderschaden den Anschluss zu den Schwesterschiffen verloren hatte, konnte beim Passieren der Untergangsstelle noch 159 Überlebende der Kashmir und 120 der Kelly bergen. Beim Versuch der Übernahme der verbliebenen Besatzung von der sinkenden Kelly kollidierten die Zerstörer, wobei ein Tank der Kipling leck schlug. Während des nur mit reduzierter Fahrt möglichen Rückmarsches wurde Kipling mehrfach aus der Luft angegriffen, aber nicht getroffen. Wegen Treibstoffmangels zeitweise liegengeblieben, erreichte der beschädigte Zerstörer am 25. Alexandria mit 279 Geretteten der beiden gesunkenen Schwesterschiffe.
Beim Untergang der Kelly verloren 99 Besatzungsmitglieder ihr Leben.